# Reparacije Rusije po rusko-ukrajinski vojni
Reparacije Rusije po rusko-ukrajinski vojni so popolne ali delne odškodnine (v skladu z mirovno pogodbo ali drugimi mednarodnimi akti) s strani Rusije za škodo, povzročeno Ukrajini zaradi priključitve Krima, vojne v vzhodni Ukrajini in ruske invazijo na Ukrajino. Predsednik Ukrajine Volodimir Zelenski je takšno odškodnino zahteval 3. marca v obliki vojne odškodnine. Rusija o pristopu k tovrstnemu dejanju ni dajala izjav.

## Zgodovina
O vprašanju odškodnine s strani Rusije za izgube, povzročene Ukrajini zaradi aneksije Krima in vojne v Donbasu, ki se je začela leta 2014, se razpravlja že od vsega začetka. Debate so porasle z novembrom 2019, ko je minister za infrastrukturo Vladislav Krikli opozoril Rusijo o odplačilu vojne odškodnine Ukrajini za vojaško agresijo v Donbasu.
Rusija dosledno izključuje razpravo o tem vprašanju. Dmitrij Peskov, tiskovni predstavnik ruskega predsednika Vladimirja Putina, je Kriklijevo izjavo označil za »napako« in predlagal, da naj ne pozabimo, »kje leži Donbas« in »kdo je začel vojno v Donbasu«.
Vprašanje na državni ravni je bilo v Ukrajini prvič zapisano junija 2021 v Strategiji ukrajinske zunanje politike, ki jo je sprejel kabinet ministrov Ukrajine. Dokument določa, da si bo Ukrajina v svoji zunanji politiki v ruski smeri prizadevala za končanje oboroženega spopada in vrnitev začasno zasedenih ozemelj.
Očitni pogoji za revizijo odnosov z Rusko federacijo in prehod od konfrontacije k »miroljubnemu sožitju«, bi morali biti prenehanje ruske agresije na Ukrajino in vrnitev začasno okupiranih ozemelj, odškodnina in druge oblike povrnitve škode, ki jo je Ukrajini povzročila začasna okupacijska praksa vmešavanja v notranje zadeve Ukrajine— Odlomek iz Strategije zunanje politike Republike Ukrajine
3. marca 2022 je ukrajinski predsednik Volodimir Zelenski zahteval, da Rusija med sovražnostmi in izplačilom odškodnin in prispevkov obnovi vso poškodovano infrastrukturo Ukrajine.
Obnovili bomo vsako hišo, ulico, in mesto. In Rusiji pravimo: naučili te bomo besed "reparacija" in "prispevanje”. Popravili boste vse, kar ste storili proti Ukrajini. V celoti. In ne bomo pozabili tistih, ki so umrli.— Predsednik Ukrajine Volodimir Zelenski, Mazurenko, Alyona (3. marec 2022). »Зеленський закликав росіян вчити слово "репарація"«. pravda.com.ua (v ukrajinščini). Arhivirano iz spletišča dne 3. marca 2022. Pridobljeno 3. marca 2022.

## Znesek izgub
Po mnenju predsednika Odbora ekonomistov Ukrajine Andrija Novaka je Ukrajina z začetkom ruske agresije sočasno izgubila do 20% BDP. Tako je BDP leta 2013 znašal 183 milijard dolarjev. Skladno s tem je od takrat država vsako leto prejela manj kot 4 milijarde dolarjev neposrednih tujih naložb.
Skupni znesek izgub veliko višji. Ta vključuje tudi izgube zaradi uničenja infrastrukture in jih je mogoče šteti šele po osvoboditvi celotnega ozemlja Ukrajine.
IMF meni, da so poleg človeških žrtev, gospodarske izgube za Ukrajino že znatne. Država se bo soočila s precejšnjimi stroški obnove in obnove infrastrukture, uničene med vojno: pristanišča in letališča so zaprta in poškodovana, številne ceste in mostovi so uničeni. Potrebo po financiranju je sedaj zelo težko oceniti.
Po podatkih KSE, prejetih od prostovoljcev, je bilo do 10. marca 2022 poškodovanih ali uničenih najmanj 200 izobraževalnih ustanov, 30 zdravstvenih ustanov, 8 cerkva, 1600 stanovanjskih zgradb, 19 poslovnih stavb, 23 tovarn in njihovih skladišč ter 12 letališč, 5 termoelektrarn oz. hidroelektrarn.
Poleg tega je bilo onesposobljenih ali uničenih več kot 15.000 km cest, 5.000 km železniških prog in 350 mostov. Rusija je začela projekt »Rusija bo plačala«, ki zbira podatke o objektih, ki so jih uničili okupatorji. Podatki se uporabljajo na mednarodnih sodiščih proti Rusiji za odškodnino.
Vrednost poškodovanih ali uničenih predmetov po predhodnih ocenah CSE v primeru njihovega popolnega uničenja lahko znaša do 1,5 bilijona UAH ali 54,3 milijarde ameriških dolarjev.